# 후앗

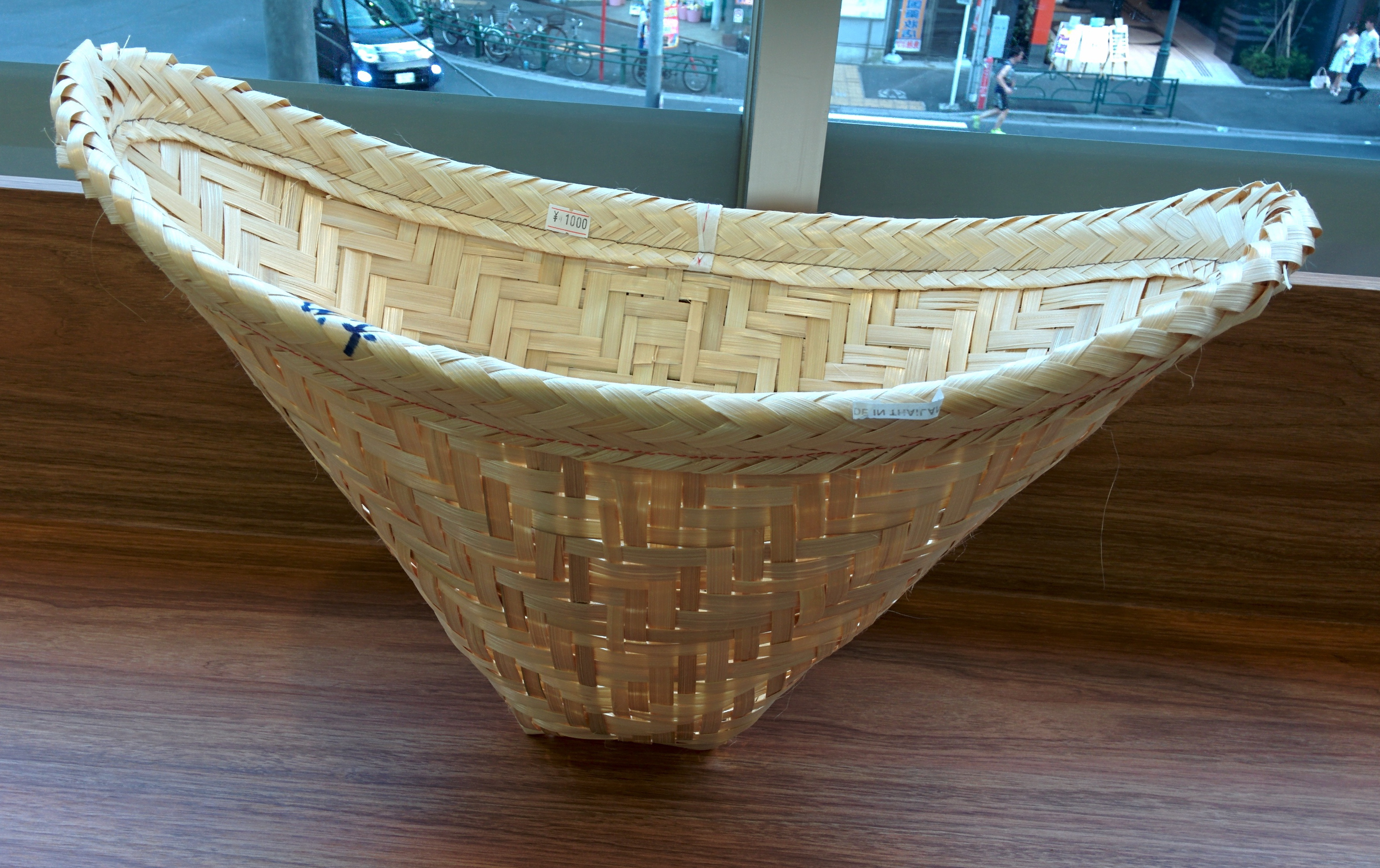
후앗

후앗(태국어: หวด, 라오어: ຫວດ)은 태국과 라오스에서 찹쌀을 쪄 찹쌀밥을 짓는 고깔 모양 대나무 찜기이다.

## 사진

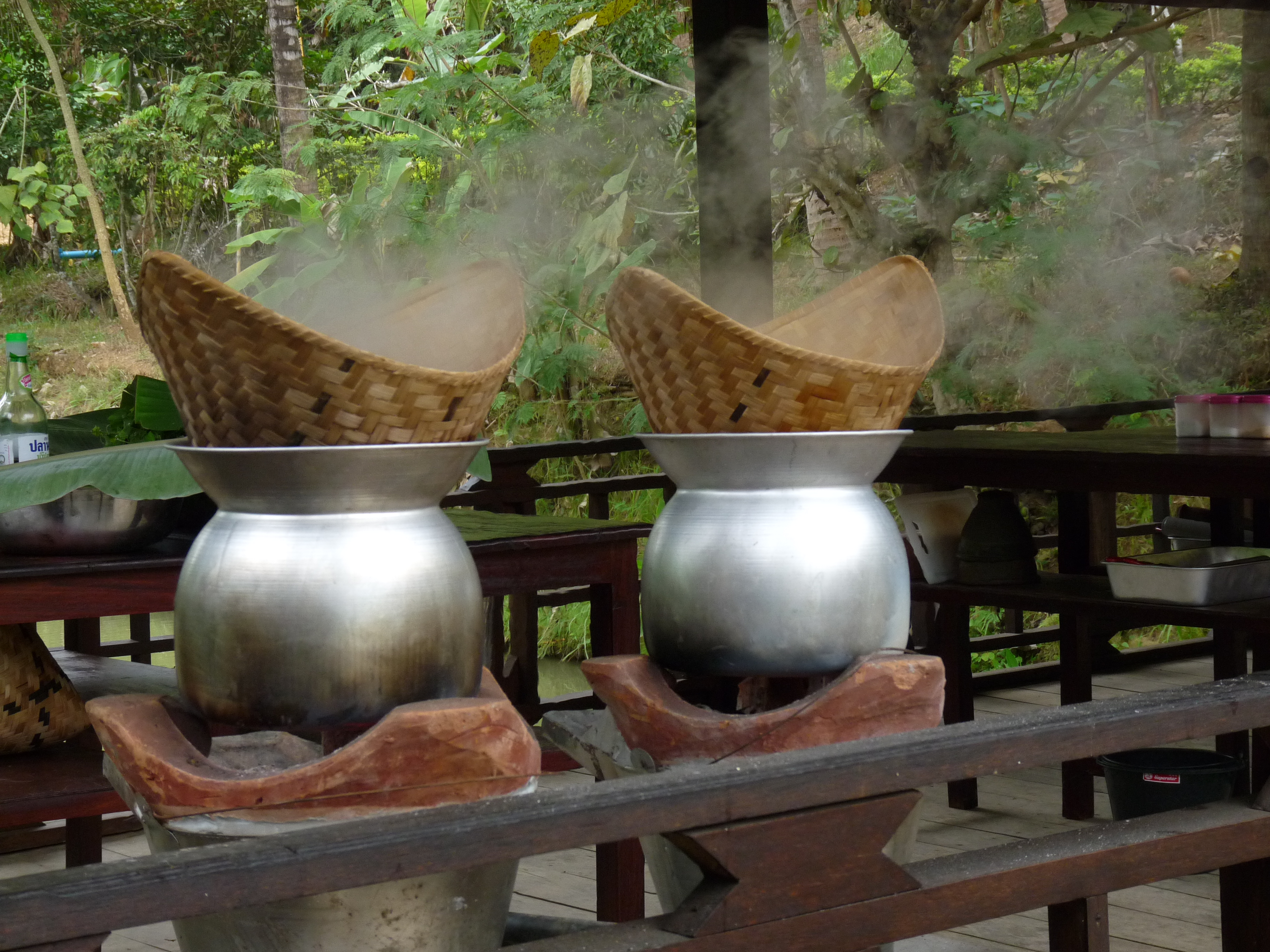
후앗에 찹쌀밥을 짓는 모습
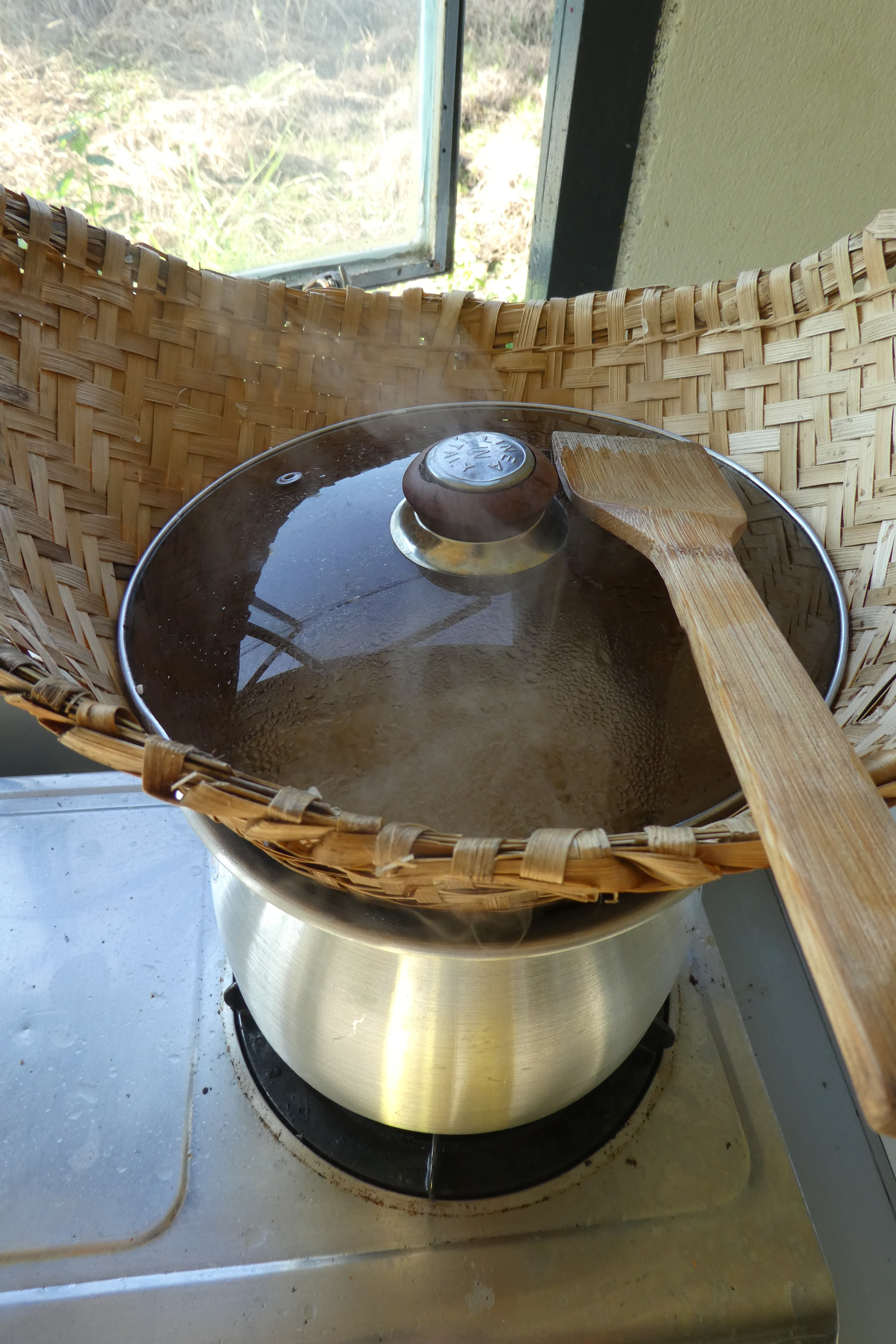
후앗에 찹쌀밥을 짓는 모습

## 같이 보기
- 끄라띱
- 대나무 찜통